# Ypsolopha parenthesella
Ypsolopha parenthesella là một loài bướm đêm thuộc họ Ypsolophidae. Nó được tìm thấy ở châu Âu to Nhật Bản.
Sải cánh dài 16–20 mm. Con trưởng thành bay từ tháng 8 đến tháng 9. Nó là một variable species, especially in wing pattern và colour.
Ấu trùng ăn various trees, bao gồm Quercus, Carpinus betulus, Betula và Corylus avellana.

## Hình ảnh

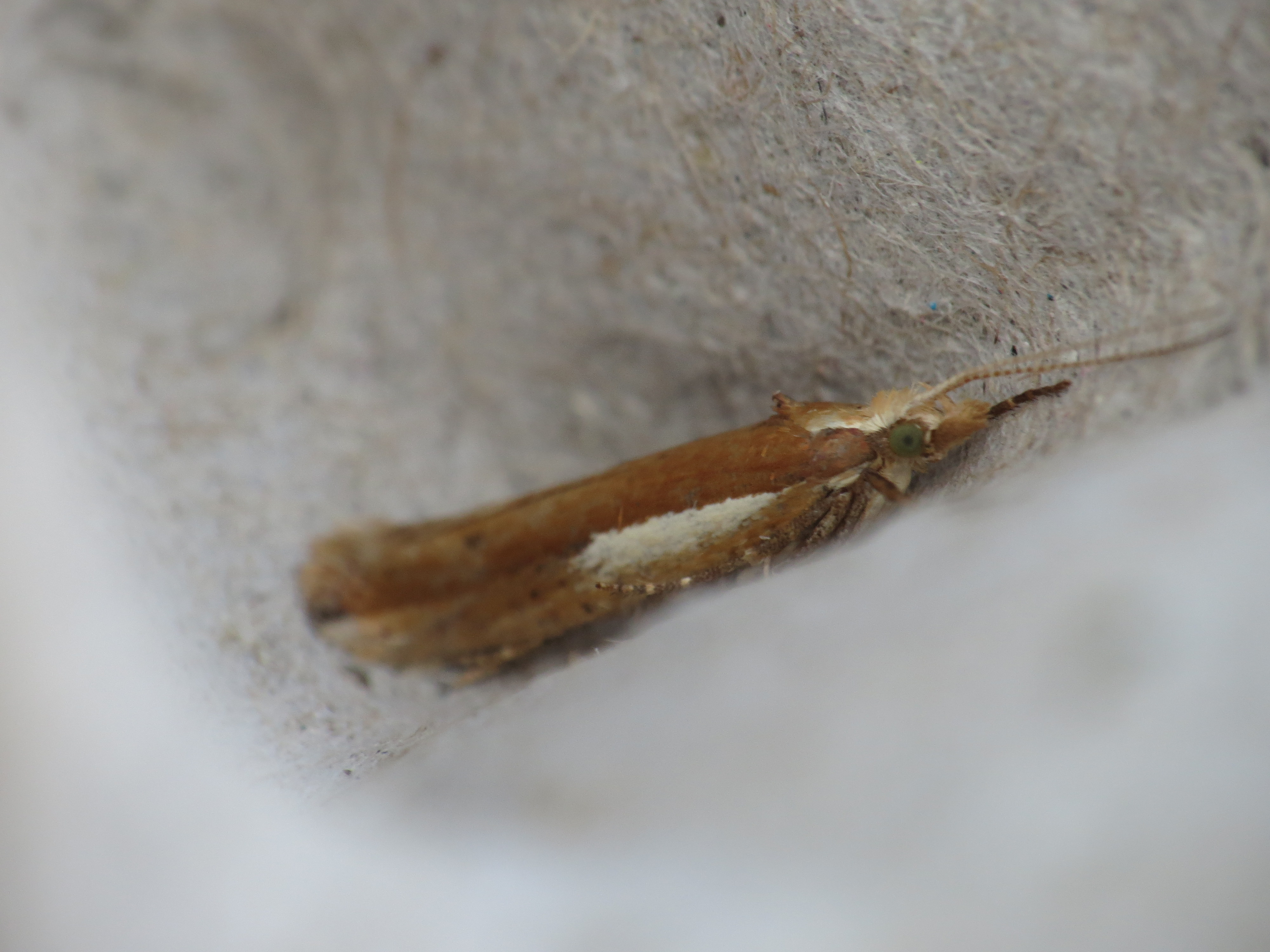
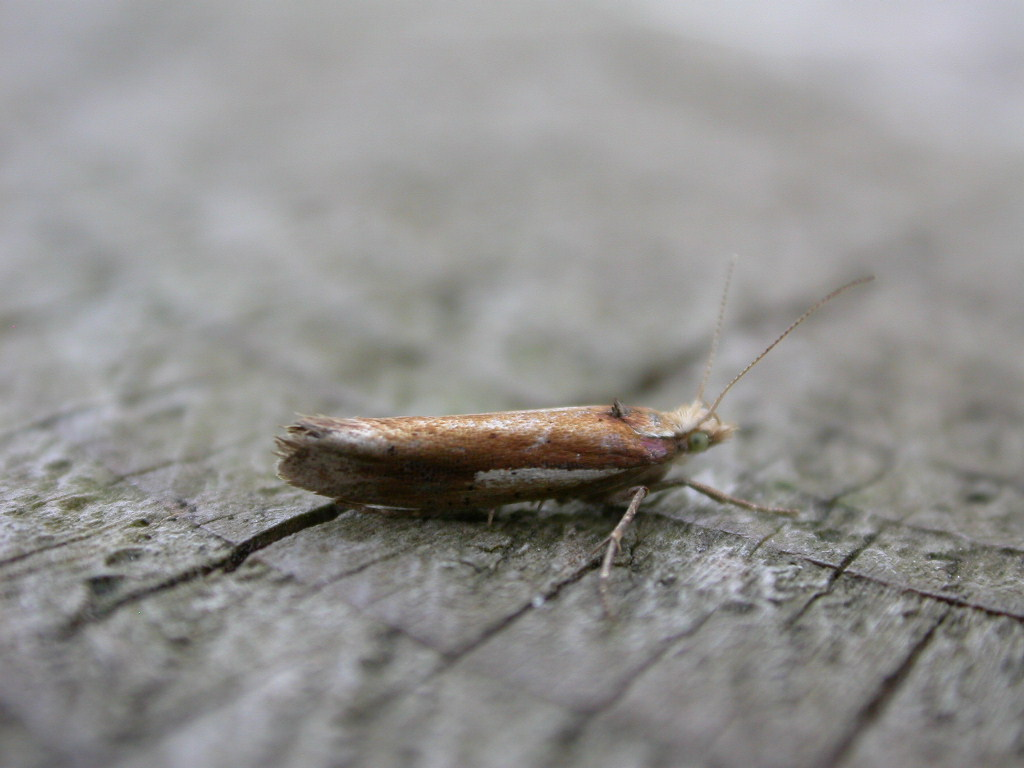
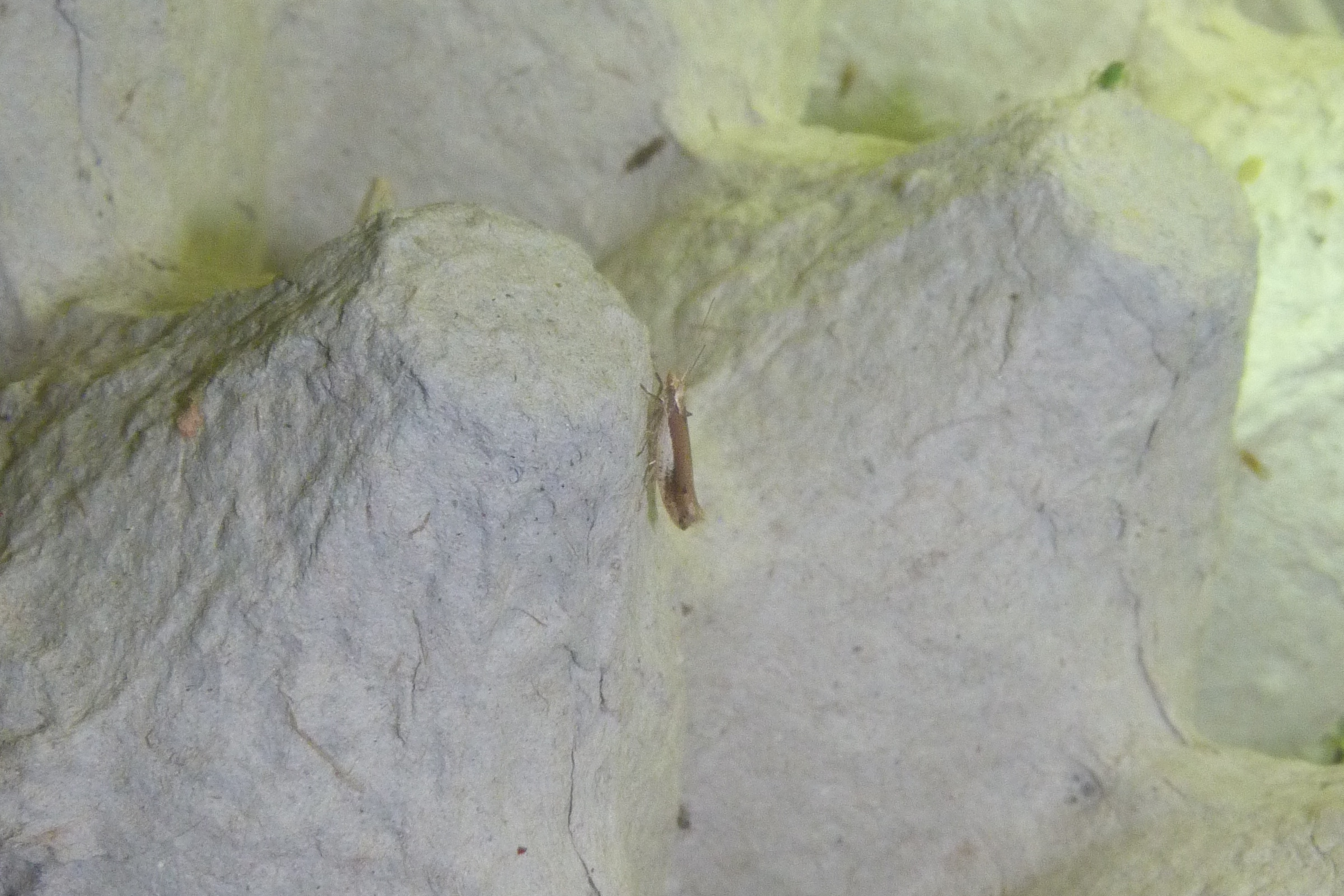
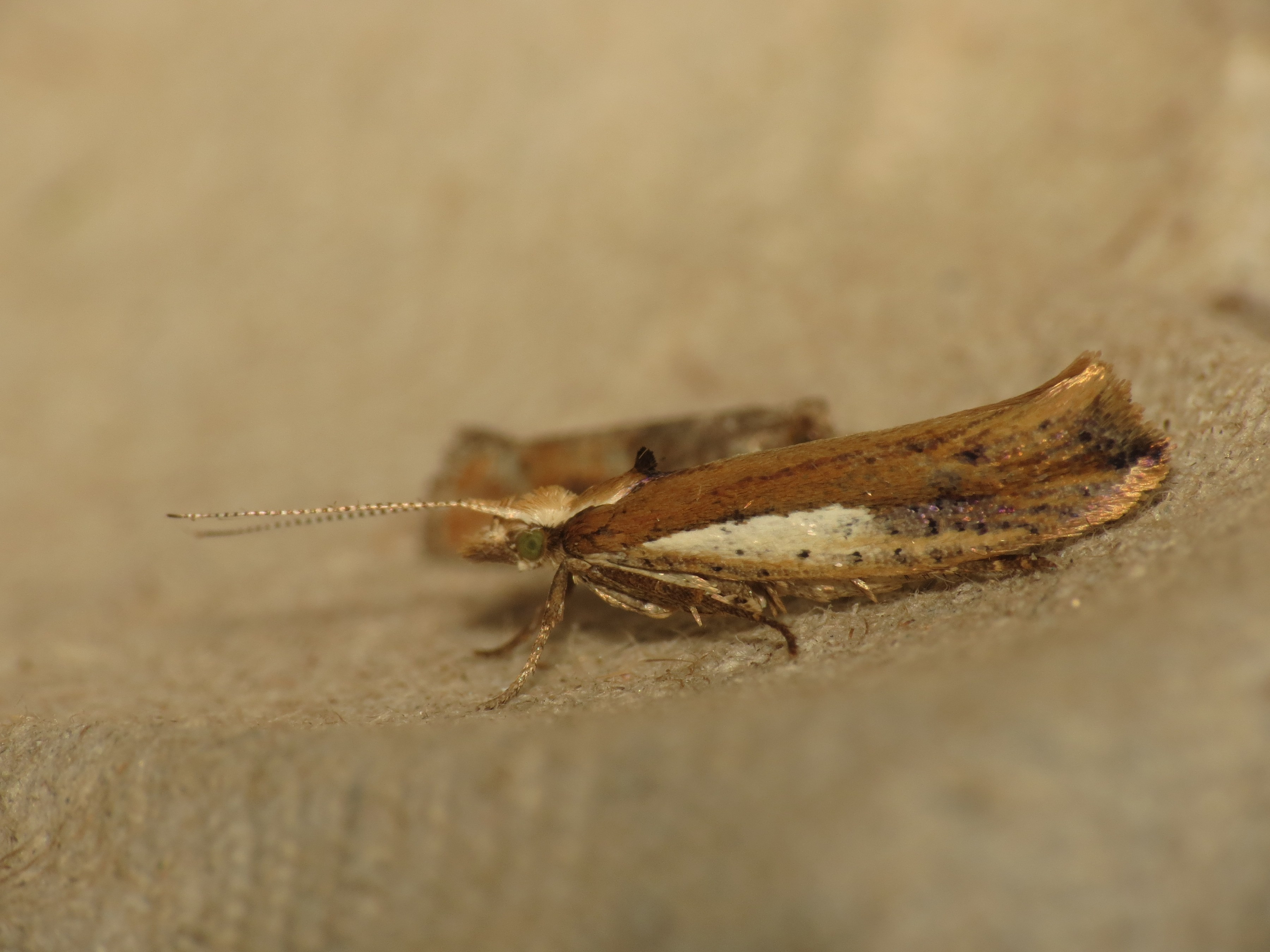